# Herb Radzymina
Herb Radzymina – jeden z symboli miasta Radzymin i gminy Radzymin w postaci herbu.

## Wygląd i symbolika
Herb przedstawia w błękitnej tarczy herbowej oko opatrzności otoczone srebrnymi promieniami. Godło herbowe nawiązuje do dwóch wydarzeń z historii Radzymina. W początkach XVII wieku miasto nawiedziła zaraza, tzw. morowe powietrze. Jej szybkie ustąpienie mieszkańcy uznali za efekt modlitw i stawiania krzyży przebłagalnych, wierzono, że nad miastem czuwała Opatrzność. Drugie wydarzenie miało miejsce 15 sierpnia 1920 – odbicie miasta z rąk bolszewików podczas wojny polsko-bolszewickiej, nazwane potem cudem nad Wisłą, także przypisywane opiece Opatrzności Bożej nad miastem. Herb przedstawiający oko opatrzności zatwierdziło Ministerstwo Spraw Wewnętrznych RP w 1936.